# Tercera Federación - Grupo XVIII 2025-26
La temporada 2025-26 del Grupo XVIII de la Tercera Federación de fútbol comenzará el 7 de septiembre de 2025 y finalizará el 10 de mayo de 2026. Posteriormente se disputará la promoción de ascenso entre el 17 de mayo y el 7 de junio en su fase territorial, y para finalizar en su fase nacional entre el 14 y 21 de junio. Se trata de la cuarta edición tras la restructuración de las categorías no profesionales por parte de la RFEF a causa de la pandemia global causada por el Coronavirus; y es la quinta categoría a nivel nacional.

## Sistema de competición
Participan dieciocho clubes encuadrados en un único grupo. Se enfrentan todos contra todos en dos ocasiones -una en campo propio y otra en campo contrario- durante un total de 34 jornadas. El orden de los encuentros se decide por sorteo antes de empezar la competición. La Federación de Fútbol de Castilla-La Mancha es la responsable de designar las fechas de los partidos y los árbitros de cada encuentro, reservando al equipo local la potestad de fijar el horario exacto de cada encuentro.
Una vez finalizada la competición, el primer clasificado asciende directamente a Segunda Federación y se proclama campeón de Tercera Federación.
Los clasificados entre el segundo y el quinto lugar disputan un Play Off territorial en formato de eliminatorias a doble partido ida y vuelta. En caso de empate el vencedor de la eliminatoria es el equipo mejor clasificado. El equipo vencedor de este Play Off se clasifica a la Promoción de ascenso a Segunda Federación que tiene carácter de final interterritorial.
Los tres últimos clasificados descienden directamente a Primera Autonómica Preferente. Puede haber más descensos por arrastre provocados por descensos de superior categoría.

## Ascensos y descensos
| Pos. | Ascendidos a 2ª Federación |
| ---- | -------------------------- |
| 1º   | C. D. Quintanar del Rey    |
| 5º   | U. D. Socuéllamos C. F.    |

| Pos. | Descendidos de 2.ª Federación |
| ---- | ----------------------------- |
| 16º  | C. D. Illescas                |

| Pos.  | Ascendidos de Primera Autonómica Preferente |
| ----- | ------------------------------------------- |
| 1º G1 | A. D. San Clemente                          |
| 1º G2 | C. D. Guadalajara "B"                       |
| 2º G1 | C. F. La Solana                             |
| 2º G2 | C. D. Sonseca                               |

| Pos. | Descendidos a Primera Autonómica Preferente |
| ---- | ------------------------------------------- |
| 16.º | C. D. E. F. B. Valdepeñas                   |
| 17.º | C. D. Noblejas                              |
| 18.º | Manzanares C. F.                            |

## Equipos

### Listado de equipos
| Equipo                            | Localidad               | Estadio                          | Capacidad            |
| --------------------------------- | ----------------------- | -------------------------------- | -------------------- |
| Atlético Albacete                 | Albacete                | Ciudad Deportiva Andrés Iniesta  | 3.000                |
| C. D. Azuqueca                    | Azuqueca de Henares     | San Miguel                       | 2.000                |
| Calvo Sotelo de Puertollano C. F. | Puertollano             | El Cerrú                         | 8.240                |
| C. D. Cazalegas                   | Cazalegas               | Ciudad Deportiva Ébora Formación | 800                  |
| C. D. Guadalajara "B"             | Guadalajara             | La Solana                        | Anexo Pedro Escartín |
| C. D. Huracán de Balazote         | Balazote                | Municipal de Balazote            | 500                  |
| C. D. Illescas                    | Illescas                | Municipal de Illescazs           | 1.000                |
| C. F. La Solana                   | La Solana               | La Moheda                        | 2.000                |
| C. D. Manchego Ciudad Real        | Ciudad Real             | Rey Juan Carlos I                | 2.500                |
| C. D. Marchamalo                  | Marchamalo              | La Solana                        | 2.000                |
| C. D. Pedroñeras                  | Las Pedroñeras          | Municipal de Las Pedroñeras      | 1.000                |
| A. D. San Clemente                | San Clemente            | Municipal de San Clemente        |                      |
| C. D. Sonseca                     | Sonseca                 | Martín Juanes                    |                      |
| C. D. Tarancón                    | Tarancón                | Municipal de Tarancón            | 1.500                |
| C. D. Toledo                      | Toledo                  | Salto del Caballo                | 5.500                |
| C. D. Villacañas                  | Villacañas              | Las Pirámides                    | 2.000                |
| C. P. Villarrobledo               | Villarrobledo           | Campo Nuevo Municipal            | 1.000                |
| Villarrubia C. F.                 | Villarrubia de los Ojos | Nuestra Señora de la Caridad     | 5.500                |

| At. Albacete Azuqueca Calvo Sotelo Cazalegas Guadalajara B Huracán Illescas La Solana Manchego Marchamalo Pedroñeras San Clemente Sonseca Tarancón Toledo Villacañas Villarrobledo Villarrubia |

### Equipos por Provincia
| N.º | Provincia   | Equipos                                                |
| --- | ----------- | ------------------------------------------------------ |
| 5   | Toledo      | Cazalegas, Illescas, Sonseca, Toledo y Villacañas      |
| 4   | Ciudad Real | Calvo Sotelo, La Solana, Manchego y Villarrubia        |
| 3   | Albacete    | Atlético Albacete, Huracán de Balazote y Villarrobledo |
| 3   | Cuenca      | Pedroñeras, San Clemente y Tarancón                    |
| 3   | Guadalajara | Azuqueca, Guadalajara "B" y Marchamalo                 |

## Clasificación
| Pos. | Equipo                            | Pts. | PJ | G | E | P | GF | GC | Dif. |                                             |
| ---- | --------------------------------- | ---- | -- | - | - | - | -- | -- | ---- | ------------------------------------------- |
| 1    | Atlético Albacete                 | 0    | 0  | 0 | 0 | 0 | 0  | 0  | 0    | Ascenso a Segunda Federación y Copa del Rey |
| 2    | C. D. Azuqueca                    | 0    | 0  | 0 | 0 | 0 | 0  | 0  | 0    | Play-Offs Ascenso a Segunda Federación      |
| 3    | Calvo Sotelo de Puertollano C. F. | 0    | 0  | 0 | 0 | 0 | 0  | 0  | 0    | Play-Offs Ascenso a Segunda Federación      |
| 4    | C. D. Cazalegas                   | 0    | 0  | 0 | 0 | 0 | 0  | 0  | 0    | Play-Offs Ascenso a Segunda Federación      |
| 5    | C. D. Guadalajara "B"             | 0    | 0  | 0 | 0 | 0 | 0  | 0  | 0    | Play-Offs Ascenso a Segunda Federación      |
| 6    | C. D. Huracán de Balazote         | 0    | 0  | 0 | 0 | 0 | 0  | 0  | 0    |                                             |
| 7    | C. D. Illescas                    | 0    | 0  | 0 | 0 | 0 | 0  | 0  | 0    |                                             |
| 8    | C. F. La Solana                   | 0    | 0  | 0 | 0 | 0 | 0  | 0  | 0    |                                             |
| 9    | C. D. Manchego Ciudad Real        | 0    | 0  | 0 | 0 | 0 | 0  | 0  | 0    |                                             |
| 10   | C. D. Marchamalo                  | 0    | 0  | 0 | 0 | 0 | 0  | 0  | 0    |                                             |
| 11   | C. D. Pedroñeras                  | 0    | 0  | 0 | 0 | 0 | 0  | 0  | 0    |                                             |
| 12   | A. D. San Clemente                | 0    | 0  | 0 | 0 | 0 | 0  | 0  | 0    |                                             |
| 13   | C. D. Sonseca                     | 0    | 0  | 0 | 0 | 0 | 0  | 0  | 0    |                                             |
| 14   | C. D. Tarancón                    | 0    | 0  | 0 | 0 | 0 | 0  | 0  | 0    |                                             |
| 15   | C. D. Toledo                      | 0    | 0  | 0 | 0 | 0 | 0  | 0  | 0    |                                             |
| 16   | C. D. Villacañas                  | 0    | 0  | 0 | 0 | 0 | 0  | 0  | 0    | Descenso a Primera Autonómica Preferente    |
| 17   | C. P. Villarrobledo               | 0    | 0  | 0 | 0 | 0 | 0  | 0  | 0    | Descenso a Primera Autonómica Preferente    |
| 18   | Villarrubia C. F.                 | 0    | 0  | 0 | 0 | 0 | 0  | 0  | 0    | Descenso a Primera Autonómica Preferente    |

Actualizado a los partidos jugados el 7 de septiembre de 2025.
 Fuente: BeSoccer

### Evolución de la clasificación
| Jornada | 1 | 2 | 3 | 4 | 5 | 6 | 7 | 8 | 9 | 10 | 11 | 12 | 13 | 14 | 15 | 16 | 17 | 18 | 19 | 20 | 21 | 22 | 23 | 24 | 25 | 26 | 27 | 28 | 29 | 30 | 31 | 32 | 33 | 34 |
| Equipo  |   |   |   |   |   |   |   |   |   |    |    |    |    |    |    |    |    |    |    |    |    |    |    |    |    |    |    |    |    |    |    |    |    |    |
| ------- | - | - | - | - | - | - | - | - | - | -- | -- | -- | -- | -- | -- | -- | -- | -- | -- | -- | -- | -- | -- | -- | -- | -- | -- | -- | -- | -- | -- | -- | -- | -- |
|         |   |   |   |   |   |   |   |   |   |    |    |    |    |    |    |    |    |    |    |    |    |    |    |    |    |    |    |    |    |    |    |    |    |    |

## Resultados
| Local \ Visitante                 | ATA | AZU | CAL | CAZ | GUA | HUR | ILL | LAS | MAC | MAR | PED | SAN | SON | TAR | TOL | VIL | VRO | VRU |
| --------------------------------- | --- | --- | --- | --- | --- | --- | --- | --- | --- | --- | --- | --- | --- | --- | --- | --- | --- | --- |
| Atlético Albacete                 | —   |     |     |     |     |     |     |     |     |     |     |     |     |     |     |     |     |     |
| C. D. Azuqueca                    |     | —   |     |     |     |     |     |     |     |     |     |     |     |     |     |     |     |     |
| Calvo Sotelo de Puertollano C. F. |     |     | —   |     |     |     |     |     |     |     |     |     |     |     |     |     |     |     |
| C. D. Cazalegas                   |     |     |     | —   |     |     |     |     |     |     |     |     |     |     |     |     |     |     |
| C. D. Guadalajara "B"             |     |     |     |     | —   |     |     |     |     |     |     |     |     |     |     |     |     |     |
| C. D. Huracán de Balazote         |     |     |     |     |     | —   |     |     |     |     |     |     |     |     |     |     |     |     |
| C. D. Illescas                    |     |     |     |     |     |     | —   |     |     |     |     |     |     |     |     |     |     |     |
| C. F. La Solana                   |     |     |     |     |     |     |     | —   |     |     |     |     |     |     |     |     |     |     |
| C. D. Manchego Ciudad Real        |     |     |     |     |     |     |     |     | —   |     |     |     |     |     |     |     |     |     |
| C. D. Marchamalo                  |     |     |     |     |     |     |     |     |     | —   |     |     |     |     |     |     |     |     |
| C. D. Pedroñeras                  |     |     |     |     |     |     |     |     |     |     | —   |     |     |     |     |     |     |     |
| A. D. San Clemente                |     |     |     |     |     |     |     |     |     |     |     | —   |     |     |     |     |     |     |
| C. D. Sonseca                     |     |     |     |     |     |     |     |     |     |     |     |     | —   |     |     |     |     |     |
| C. D. Tarancón                    |     |     |     |     |     |     |     |     |     |     |     |     |     | —   |     |     |     |     |
| C. D. Toledo                      |     |     |     |     |     |     |     |     |     |     |     |     |     |     | —   |     |     |     |
| C. D. Villacañas                  |     |     |     |     |     |     |     |     |     |     |     |     |     |     |     | —   |     |     |
| C. P. Villarrobledo               |     |     |     |     |     |     |     |     |     |     |     |     |     |     |     |     | —   |     |
| Villarrubia C. F.                 |     |     |     |     |     |     |     |     |     |     |     |     |     |     |     |     |     | —   |